# Libeňský vrch
Libeňský vrch, německy Lieben (301 m n. m.), se nachází v okrese Mělník Středočeského kraje. Leží asi 0,4 km severozápadně od vesnice Vysoká Libeň v jejím katastrálním území a území Radouň.

## Popis vrchu
Je to svědecká plošina hřbetovitě protažená ve směru ZSZ–VJV. Je tvořená svrchnokřídovými zpevněnými sedimenty (vápenec, jílovec, slínovec a prachovec). Vrch obklopují nižší okolní pískovcové denudační plošiny. Vrch pokrývá převážně orná půda, v jihozápadní části je zalesnění, ve východní zalesnění a zástavba. Svahy vrchu na severu klesají k rozbrázděnému Libeňsko-radouňskému dolu.

## Geomorfologické zařazení
Vrch náleží do celku Jizerská tabule, podcelku Dolnojizerská tabule, okrsku Košátecká tabule a podokrsku Řepínská tabule.

## Přístup
Automobilem lze nejblíže přijet do Vysoké Libně a pohodlně dojít pěšky na vrcholovou plošinu.